# I Borgia (serie televisiva canadese)
I Borgia (The Borgias) è una serie televisiva canadese di genere storico creata da Neil Jordan, trasmessa dal 3 aprile 2011 al 16 giugno 2013 sul canale Bravo! in Canada e su Showtime negli Stati Uniti.
La serie (che non va confusa con l'omonima produzione franco-tedesca dello stesso anno) narra la storia della famiglia italiana di origine aragonese dei Borgia, una delle più influenti a cavallo tra il XV e XVI secolo. Le vicende sono liberamente ispirate agli eventi della famiglia Borgia. Scritta da Neil Jordan, Guy Burt e David Leland, è una coproduzione tra Canada, Ungheria e Irlanda.
Il 25 aprile 2011 la serie è stata rinnovata per una seconda stagione, mentre il 4 maggio 2012 Showtime ha ordinato una terza stagione. Il 5 giugno 2013, a causa di problemi di budget, la serie viene cancellata. A seguito della notizia, il creatore Neil Jordan ha dichiarato che sarebbe stato disponibile a chiudere la serie con un degno finale strutturato come film di due ore dal titolo The Borgia Apocalypse del quale aveva già scritto l'intera sceneggiatura. Showtime, però, ha deciso di bocciare il progetto poiché troppo costoso. Jordan ha quindi pubblicato The Borgia Apocalypse: The Screenplay, ovvero l'intera sceneggiatura del film in un e-book acquistabile su Amazon.com e iBookstore, per condividere con i fan la storia che aveva in mente di produrre.

## Trama

### Prima stagione
Roma, 1492. Al capezzale del morente Innocenzo VIII, Rodrigo Borgia e Giuliano della Rovere già pensano a come farsi strada verso il pontificato. A spuntarla è il primo, che diventa Alessandro VI e si affretta a consolidare il proprio potere piazzando i propri figli illegittimi in posizioni convenienti: Cesare diventerà cardinale e lo aiuterà a difendersi dagli attacchi interni al Vaticano con l'aiuto del sicario Michelotto, il frivolo Juan sarà gonfaloniere dell'esercito papale e la quattordicenne Lucrezia assicurerà un'alleanza con il Nord Italia sposando Giovanni Sforza. Ma i nemici dei Borgia non demordono: Della Rovere cerca di deporre il Papa dapprima rivelando la sua scandalosa relazione con Giulia Farnese, poi rivolgendosi al re di Francia, Carlo VIII.

### Seconda stagione
Dopo essersi aggiudicato le simpatie del re di Francia offrendogli su un piatto d'argento la corona di Napoli tanto desiderata, Papa Alessandro VI si preoccupa di riempire Roma di festeggiamenti eclatanti e di garantire benessere ai poveri della città. Ma il pontefice non ha abbandonato le spinose questioni politiche: creando una lega con le città del Nord-Italia, riesce a scacciare definitivamente i francesi dalla penisola e successivamente incomincia una feroce campagna contro il frate Girolamo Savonarola, che a Firenze istiga la popolazione locale contro i lussi e il pontefice stesso. L'intera questione viene affidata a Cesare, che compie svariati viaggi a Firenze per fermare il monaco, e alla fine riesce a condurlo a Roma e a condannarlo al rogo falsificando la sua firma sotto la confessione. Così facendo il giovane cardinale tempra il suo carattere impetuoso e incomincia a conoscere l'arte della vendetta. Al termine della stagione, Cesare assassina il fratello Juan, ormai pazzo e malato di sifilide, e rinuncia ai suoi voti cardinalizi. Intanto, Lucrezia, dopo essere stata privata del suo vecchio amante Paolo proprio dalla spada di Juan, cresce il suo bambino Giovanni e viene promessa sposa ad Alfonso d'Aragona, duca di Bisceglie e principe di Salerno. Al termine della stagione Rodrigo viene avvelenato da Della Rovere.

## Episodi
La prima stagione è andata in onda in prima visione assoluta su Bravo! e su Showtime dal 3 aprile al 22 maggio 2011, la seconda dall'8 aprile al 17 giugno 2012 e la terza dal 14 aprile al 16 giugno 2013.
In Italia la prima stagione è andata in onda in prima visione assoluta su LA7 dal 3 al 24 marzo 2013. Le restanti stagioni sono state pubblicate su Sky Box Sets e trasmesse su Sky Atlantic dal 9 settembre 2016.
| Stagione         | Episodi | Prima TV Canada | Prima TV Italia |
| ---------------- | ------- | --------------- | --------------- |
| Prima stagione   | 9       | 2011            | 2013            |
| Seconda stagione | 10      | 2012            | 2016            |
| Terza stagione   | 10      | 2013            | 2016            |

## Personaggi e interpreti

### Personaggi principali
- Papa Alessandro VI (stagioni 1-3), interpretato da Jeremy Irons, doppiato da Gino La Monica.
Un cardinale ambizioso e il capofamiglia della famiglia Borgia, usa la sua posizione per ottenere potere e influenza, diventando papa nel 1492. Sagace e intrigante, è totalmente devoto alla sua famiglia, ma gode della compagnia di altre donne. Il Papa, nonostante la sua corruzione e astuzia, crede di agire nel giusto, ma spesso biasima se stesso e mette le sue azioni in discussione quando a pagare sono gli innocenti. I suoi figli prediletti sono senza dubbio Juan e Lucrezia, e prova un affetto speciale per la loro madre, Vannozza.
- Cesare Borgia (stagioni 1-3), interpretato da François Arnaud, doppiato da Paolo De Santis.
Figlio maggiore di Rodrigo, è il consigliere di suo padre all'interno della Chiesa. Tuttavia, desidera lasciare il sacerdozio e abbracciare la carriera militare piuttosto che quella clericale. Ha un'indole violenta; è capace di uccidere chiunque pur di proteggere la sua famiglia o di non avere rivali in amore. Il suo unico punto debole è l'amore e la devozione per la sorella Lucrezia. Si indurisce dopo la tortura e la morte di una sua amante, Ursula Bonadeo, e dopo il terribile trattamento riservato a sua sorella da parte del suo primo marito, e si vendica dei fautori di entrambi gli atti. Una volta dimesse le vesti da cardinale, sviluppa una passione per il potere che lo condurrà all'autodistruzione, ma anche una forte tempra da non sottovalutare.
- Lucrezia Borgia (stagioni 1-3), interpretata da Holliday Grainger, doppiata da Tiziana Martello.
Figlia di Rodrigo, è la preferita del padre. Fin dall'inizio della serie intrattiene una relazione incestuosa con il fratello Cesare. È attratta dal principe Djem, e quando viene ucciso le si spezza il cuore, arrivando a sognarlo e a ripetersi il vero senso della sua morte. I sogni continuano anche dopo il suo primo matrimonio. Volitiva, intelligente e coraggiosa, viene promessa al violento Giovanni Sforza, e soffre della sua condizione. Durante il suo matrimonio con Sforza, intrattiene una relazione con Paolo, uno dei servitori, e partorisce un figlio suo, ma anche il giovane viene assassinato. Quando Lucrezia e Giulia Farnese vengono catturate dal re di Francia, lo persuade a salvare Roma tramite il suo spirito. Respinge le successive proposte di matrimonio del padre, finché non viene di nuovo obbligata alle nozze, stavolta con Alfonso d'Aragona. Il loro matrimonio è un fallimento, e decreta l'inizio della sua relazione vera e propria con Cesare.
- Vannozza dei Cattanei (stagioni 1-3), interpretata da Joanne Whalley, doppiata da Anna Radici.
Cortigiana e madre dei figli del Papa, la sua posizione da matriarca della famiglia è minacciata dai nuovi poteri acquisiti dai Borgia e dalla nuova amante del Papa, ma alla fine diventa quasi amica di Giulia, e rimane nel cuore del Papa, che la amerà sempre platonicamente. Dimora in una villa e in seguito nel palazzo di un cardinale morto.
- Giulia Farnese (stagioni 1-3), interpretata da Lotte Verbeek, doppiata da Olivia Manescalchi.
Amante del Papa, è una donna indipendente e volitiva. Si guadagna anche la fiducia del Papa e diventa amica di Lucrezia.
- Juan Borgia (stagioni 1-2), interpretato da David Oakes, doppiato da Andrea Beltramo.
Secondogenito di Rodrigo e Gonfaloniere dell'esercito papale, è incauto e arrogante, pur essendo un vigliacco. Ha un animo crudele e violento ma privo dell'astuzia propria del padre e dei fratelli. Dopo aver ucciso Paolo, il servitore con cui Lucrezia aveva stretto una relazione, incomincia a temere l'ira di sua sorella (che incoraggia la sua paura, giocando continuamente con lui e rendendolo paranoico riguardo ad una possibile vendetta nei confronti di Paolo). Cesare lo uccide quando scopre del comportamento abissale tenuto durante l'assedio di Forlì che Jaun aveva coperto, e della crudeltà che Juan covava nei confronti del bambino di Lucrezia, mentre stava lasciando una fumeria d'oppio.
- Michelotto Corella (stagioni 1-3), interpretato da Sean Harris, doppiato da Stefano Brusa.
Seguace di Cesare Borgia, svolge omicidi orditi dal giovane per mantenere la famiglia Borgia al potere. Intrattiene segretamente varie relazioni sessuali. Nel finale di stagione, si dimette presso Cesare dopo che egli gli ordina di uccidere il suo ultimo amante, apparentemente una spia della famiglia Sforza.
- Goffredo Borgia (stagione 1), interpretato da Aidan Alexander, doppiato da Edoardo Miriantini.
Il più piccolo dei figli del Papa, si sposa ancora in tenera età con Sancha di Napoli per garantire un'alleanza e consolidare il pontificato del padre.
- Giovanni Burcardo (stagione 1, 3), interpretato da Simon McBurney, doppiato da Roberto Accornero.
Il maestro di cerimonie del Vaticano e studioso esperto del diritto canonico. Per mantenere la sua posizione (e la vita), Giovanni non si pronuncia riguardo alla sua lealtà, aiutando a volte Alessandro VI e a volte i suoi nemici nei loro intrighi.
- Girolamo Savonarola (stagioni 1-2), interpretato da Steven Berkoff, doppiato da Massimiliano Lotti.
Un influente sacerdote di Firenze che predica contro il dominio dei Borgia e la corruzione della Chiesa.
- Niccolò Machiavelli (stagioni 1-3), interpretato da Julian Bleach, doppiato da Oliviero Corbetta.
Un alto funzionario della Repubblica di Firenze e consulente della famiglia De' Medici, considera con attenzione le offerte di alleanza del cardinale della Rovere e di Cesare Borgia. Della Rovere vorrebbe che Firenze desse libero passaggio all'esercito francese nella sua marcia contro Roma. Sconvolto quando i Medici cedono irrimediabilmente alle richieste del re di Francia e impotente di fronte alla distruzione di Firenze da parte delle truppe francesi, in seguito si allea con Cesare Borgia, fornendo consulenza per quanto concerne l'affare Savonarola i trasporti d'oro che Cesare intende rubare.
- Caterina Sforza (stagioni 1-3), interpretata di Gina McKee, doppiata da Germana Pasquero (stagione 1) e da Maddalena Vadacca (stagioni 2-3).
Cugina di Giovanni Sforza e nota leader militare, Caterina Sforza è una leggenda, conosciuta come "la tigre di Forlì". Come tutti gli Sforza, rifiuta l'alleanza con il Papa durante la campagna militare contro i Francesi. Dopo la loro vittoria sulla Francia, Cesare viene inviato a Forlì per convincere Caterina a giurare fedeltà al Papa, ma dopo che il giovane uccide il cugino Giovanni per vendicare Lucrezia, scoppia una guerra. Caterina possiede alleati, che sconfiggono Juan Borgia nei pressi di Forlì, ma suo figlio viene catturato e condotto a Roma, prima di essere rilasciato da Cesare. Imperterrita, Caterina cerca di stringere un'alleanza con alcuni nemici dei Borgia, che vengono successivamente sconfitti da Cesare. Vengono sconfitti anche i suoi restanti alleati e il figlio viene assassinato da Cesare, e perde anche lo zolfo necessario per garantire la polvere da sparo. Con un esercito formato da alleati papali e francesi, Cesare assedia Forlì, e prende il controllo della città. Decidendo di preferire la morte alla possibilità di arrendersi, Caterina cerca di impiccarsi, ma viene fatta prigioniera da Cesare. Il giovane la umilia, organizzando un grande rientro a Roma rinchiudendola in una gabbia e facendole indossare un costume da tigre.
- Ascanio Sforza (stagioni 1-3), interpretato da Peter Sullivan, doppiato da Donato Sbodio (stagione 1) e da Luca Sandri (stagioni 2-3).
Un potente cardinale che diventa cancelliere alleandosi con Rodrigo Borgia eleggendolo come Papa. Sforza organizza il matrimonio tra suo cugino Giovanni e Lucrezia.
- Giuliano della Rovere (stagioni 1-3), interpretato da Colm Feore, doppiato da Alessandro Maria D'Errico.
Un potente cardinale che, dopo aver perso l'elezione a Papa, si impegna per distruggere Rodrigo Borgia e il potere della sua famiglia, vedendolo come lascivo e blasfemo. Il suo primo tentativo di alleanza con la Francia si rivela un fallimento, dato che il Papa stringe una pace con il re di Francia e gli consente di attraversare Roma senza spargimenti di sangue. Successivamente cerca di assoldare un giovane per avvelenare il Papa, e quasi riesce nel suo secondo tentativo, ma grazie all'intervento di Lucrezia fallisce, e quando compare al letto di morte del Papa, viene arrestato da Cesare, dove affronta dolorose torture. Viene liberato da un cardinale ribelle e scappa da Roma.

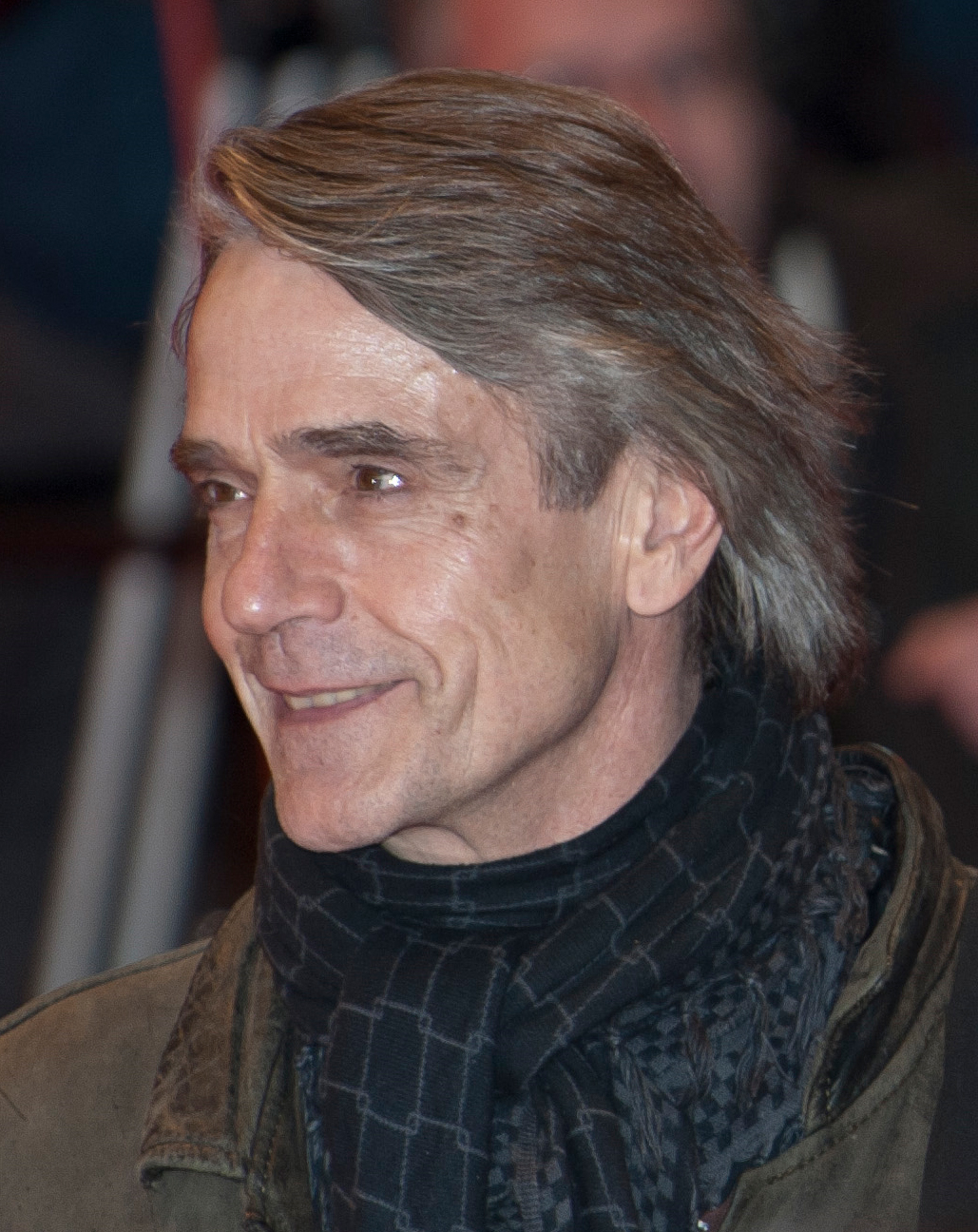
Jeremy Irons interpreta Papa Alessandro VI.
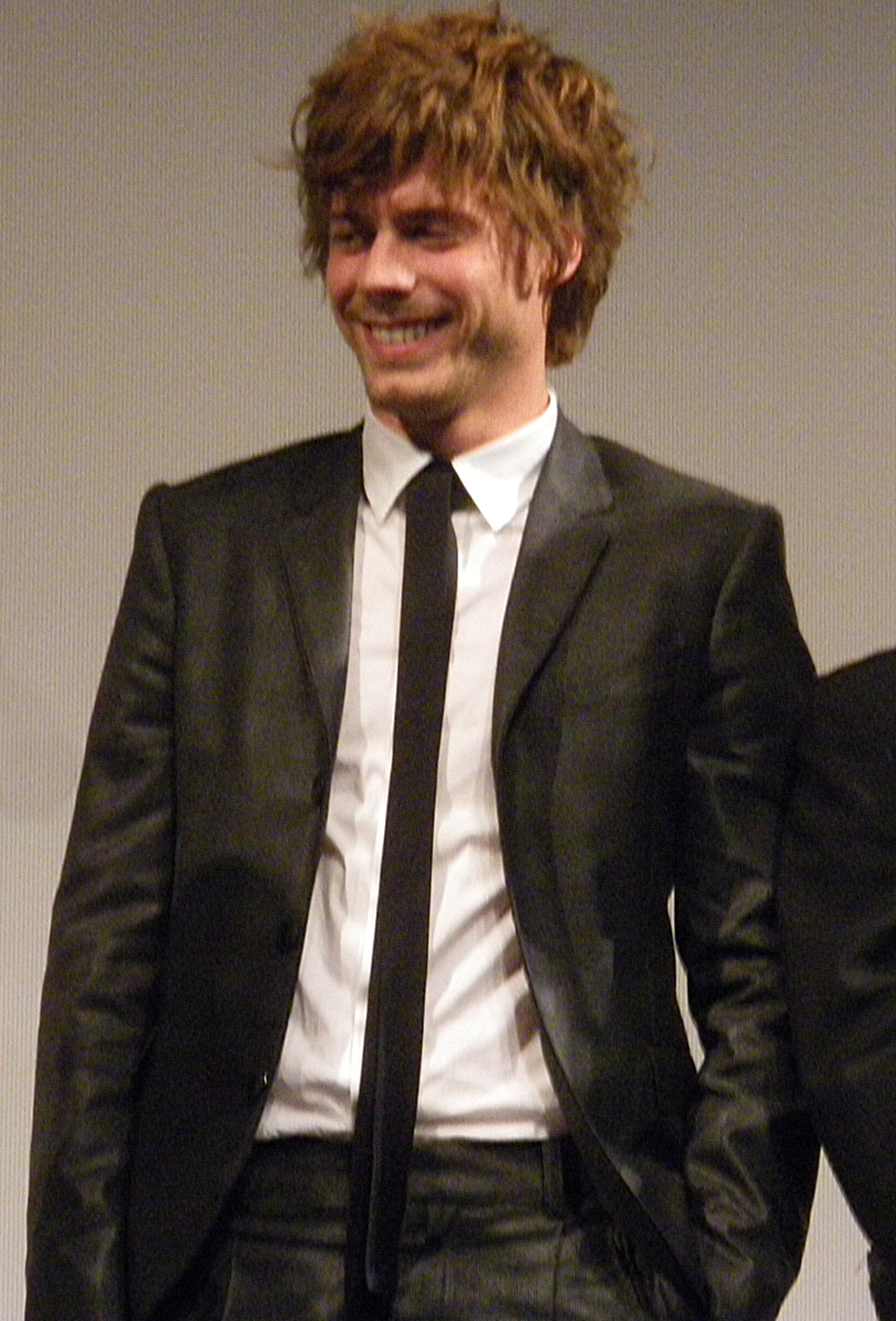
François Arnaud interpreta Cesare Borgia.
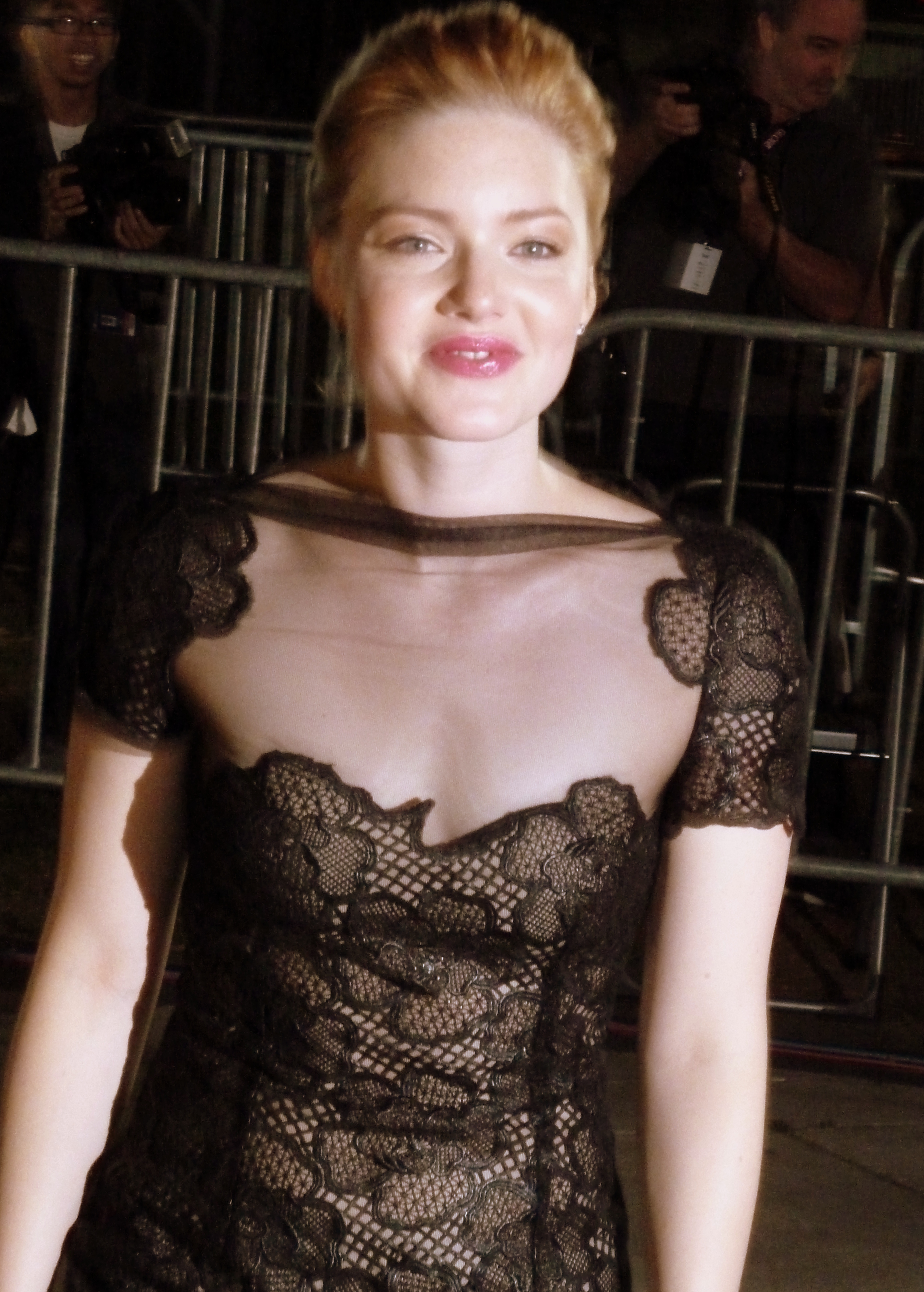
Holliday Grainger interpreta Lucrezia Borgia.
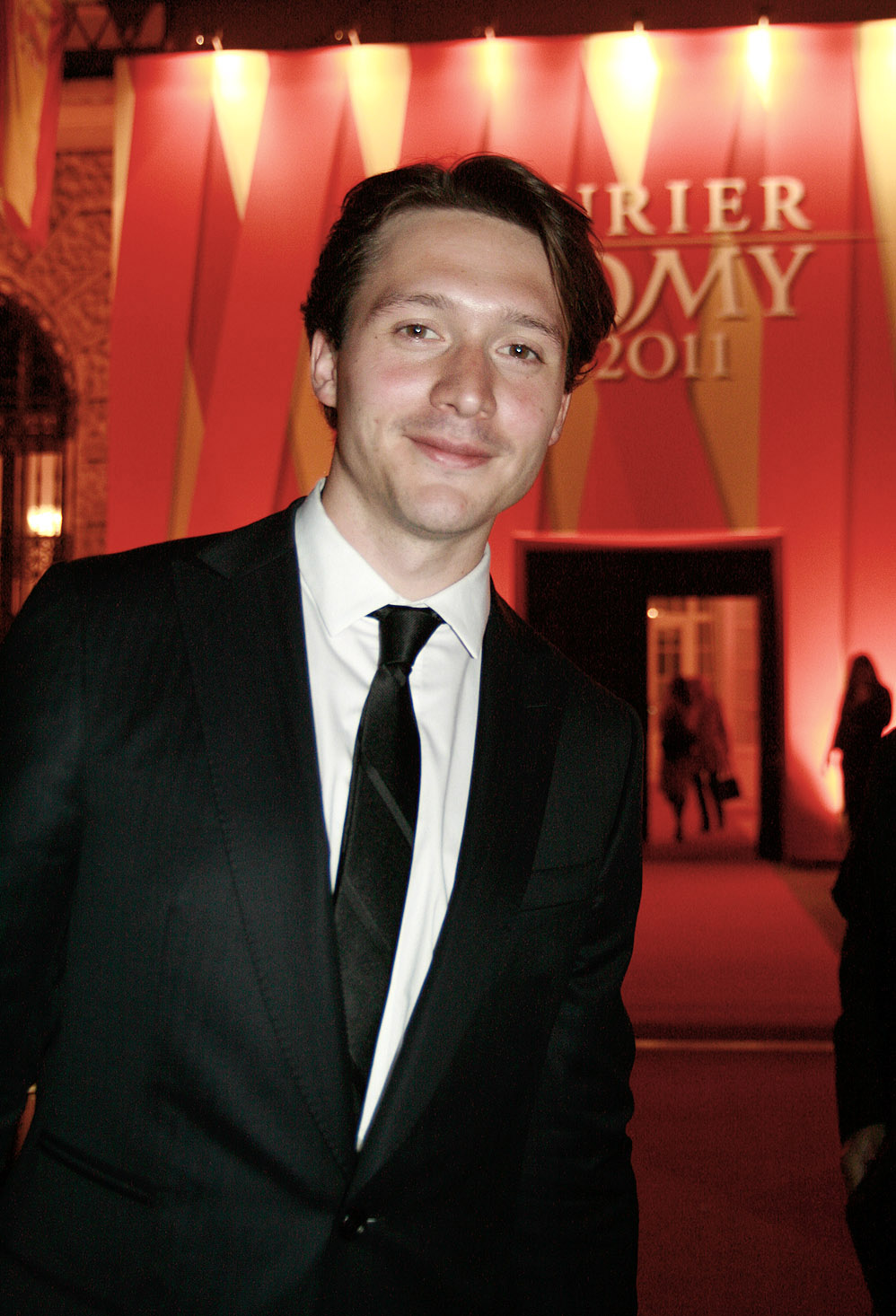
David Oakes interpreta Juan Borgia.
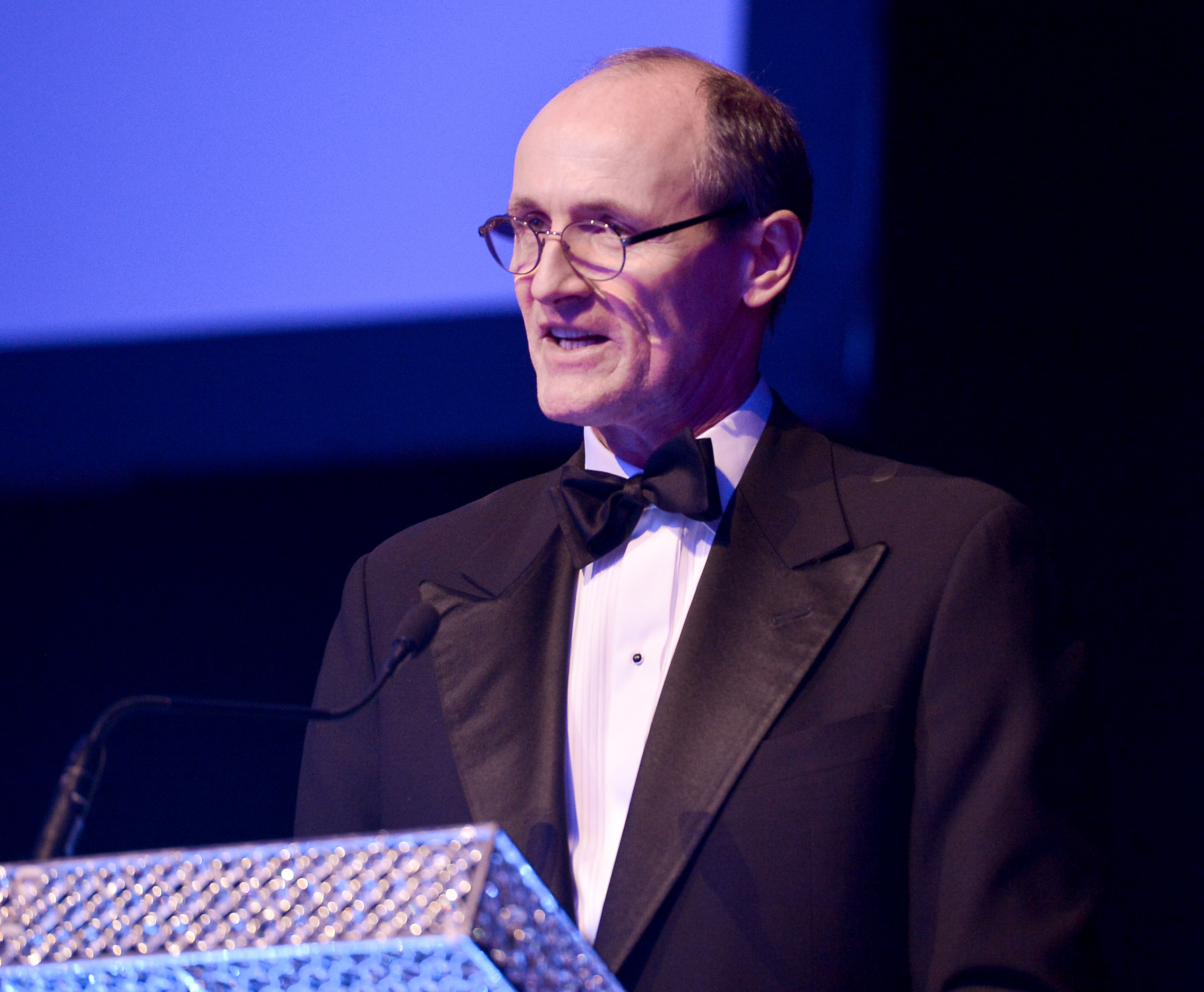
Colm Feore interpreta Giuliano della Rovere.

### Personaggi secondari
- Giovanni Sforza (stagioni 1-2), interpretato da Ronan Vibert, doppiato da Fabrizio Odetto.
Signore di Pesaro, scelto dal Papa come marito di Lucrezia in cambio di un'alleanza con gli Sforza. Uomo freddo e brutale, maltratta sessualmente Lucrezia all'inizio del matrimonio, per poi rompersi una gamba dopo essere caduto da cavallo secondo un preciso piano di Lucrezia stessa. Tutti i suoi servitori provano avversione verso di lui e molti nascondono la relazione che si instaura tra Paolo e Lucrezia. Rifiuta di allearsi con i Borgia quando la Francia minaccia di invadere Roma. Viene poi umiliato proprio dai Borgia, che annullano il matrimonio tra lui e Lucrezia con la (falsa) scusa di impotenza da parte del signore di Pesaro. Dapprima Sforza nega le accuse, ma il Papa gli ordina allora di praticare l'atto davanti al collegio cardinalizio con due prostitute. Sforza, incapace di sopportare l'umiliazione, dichiara la sua impotenza e lascia Roma in disgrazia. In seguito egli fa commenti sprezzanti e poco lusinghieri nei confronti di Cesare e Lucrezia, quando quest'ultimo si trova in visita a Forlì per negoziare la pace con la cugina, Caterina Sforza, e Cesare lo attacca e lo uccide, istigando una guerra tra Forlì e Roma.
- Alfonso II di Napoli (stagioni 1-2), interpretato da Augustus Prew, doppiato da Davide Garbolino (stagione 1) e da Stefano Pozzi (stagione 2).
Il figlio maggiore del re Ferdinando I di Napoli. A causa della debolezza e della vecchiaia del padre, è effettivamente lui a detenere il potere. Viene ucciso dal re Carlo VIII quando Napoli viene devastata dalla peste. Viene ritratto postumo nel dipinto de "L'ultima cena" nelle vesti di Giuda Iscariota.
- Paolo (stagioni 1-2), interpretato da Luke Pasqualino, doppiato da Renato Novara.
Giovane servitore di Giovanni Sforza, su ordine di Lucrezia sabota la sella del suo padrone causandogli un grave infortunio. Intraprende poi una relazione con Lucrezia, che rimane incinta. La aiuta a fuggire da Pesaro, procurandosi così una serie di frustate dal padrone. In seguito si reca a Roma per ritrovare Lucrezia, e stringe amicizia con una prostituta ingaggiata da Juan per seguirlo. Con l'aiuto di Cesare, riesce a incontrare suo figlio e Lucrezia per una notte. Viene ucciso quella stessa notte da Juan, che intende farlo passare per un suicida. Lucrezia, molto scossa dall'accaduto, convince il padre a dargli una sepoltura cristiana e in seguito impara a farsi temere da Juan.
- Orsino Orsini (stagione 1), interpretato da Derek Jacobi, doppiato da Adolfo Fenoglio (stagione 1).
Uno dei cardinali complottanti contro Papa Alessandro. Viene avvelenato a morte da Cesare Borgia.
- Ursula Bonadeo/Sorella Marta (stagioni 1-2), interpretata da Ruta Gedmintas, doppiata da Elena Canone (stagione 1) e da Patrizia Mottola (stagione 2).
Nobildonna che intrattiene per poco una relazione extra-coniugale con Cesare, che uccide suo marito. Dopo quest'episodio, colma di sensi di colpa, la donna decide di farsi suora ed entra in convento con il nome di Suor Marta. Rimane uccisa durante la distruzione del Convento di Santa Cecilia ad opera di Carlo VIII durante la guerra. L'esercito francese verrà in seguito razziato e distrutto da Cesare e da una banda di mercenari.
- Djem (stagione 1), interpretato da Elyes Gabel, doppiato da Diego Baldoin.
Un rivale al trono Ottomano che è stato bandito da suo fratello il sultano. Papa Alessandro accetta l'offerta del sultano di ospitare Djem in cambio di una ricompensa finanziaria. Il giovane affascinante e di buon cuore fa presto affezionare a sé i Borgia, soprattutto Lucrezia. È fortemente implicato che Djem e Lucrezia si innamorano, ma non consumano il loro rapporto. Djem fu alla fine ucciso dai Borgia, che usano la ricompensa molto più sostanziosa offerta dal sultano in caso di morte di Djem per pagare la dote di Lucrezia.
- Maria (stagione 1), interpretata da Montserrat Lombard, doppiata da Deborah Morese.
Una servitrice a Palazzo Orsini durante il soggiorno di Giulia Farnese che è disposta a testimoniare le sue indiscrezioni con il Papa e ne paga il prezzo.
- Sancha d'Aragona (stagione 1), interpretata da Emmanuelle Chriqui, doppiata da Chiara Francese.
La figlia illegittima del re di Napoli. Juan Borgia rifiuta di sposarla a causa della sua illegittimità, e perciò Sancha si unisce in matrimonio con il fratello di quest'ultimo, Goffredo, ancora adolescente. Intrattiene una relazione clandestina durante il matrimonio con lo stesso Juan che in precedenza l'aveva rifiutata.
- Julius Verscucci (stagione 1), interpretato da Vernon Dobtcheff, doppiato da Cesare Rasini.
Uno dei cardinali complottanti contro Papa Alessandro.
- Piccolomini (stagioni 1-3), interpretato da Bosco Hogan, doppiato da Mario Scarabelli.
- Ludovico Sforza (stagioni 1-3), interpretato da Ivan Kaye, doppiato da Mario Zucca.
Brutale duca di Milano, anche conosciuto come "il Moro", si impossessa del potere imprigionando suo nipote. Nonostante l'alleanza tra i Borgia e gli Sforza, consente all'esercito francese di attraversare Milano durante la marcia contro Roma.
- Carlo VIII di Francia (stagioni 1-2), interpretato da Michel Muller, doppiato da Michele Di Mauro (stagione 1) e da Luigi Ferraro (stagione 2).
Re di Francia e comandante di uno degli eserciti più temuti d'Europa, Carlo VIII è un capo militare che gestisce la guerra con spietata efficienza. Desidera il trono di Napoli, e si allea perciò con il cardinale Della Rovere, che si dice disposto a concederglielo in cambio della deposizione di Papa Alessandro. Non molto avvenente in termini di aspetto fisico, viene affascinato dall'intelligenza di Lucrezia Borgia incontrata lungo la marcia per Roma, e si fa da lei convincere a incontrare il Papa suo padre. Sarà proprio quest'ultimo a concedergli la corona del regno di Napoli. Quando Napoli viene devastata dalla peste, uccide il principe Alfonso II, per poi contrarre lui stesso la malattia.
- Augustino (stagione 2), interpretato da Darwin Shaw.
Un amico d'infanzia di Micheletto. I due riprendono brevemente una storia d'amore passionale e intensa, ma il fidanzamento di Augustino alla figlia di un fornaio ferisce profondamente Micheletto.
- Alfonso d'Aragona (stagioni 2-3), interpretato da Sebastian de Souza, doppiato da Alessandro Capra.
Duca di Bisceglie e principe di Salerno, giunge a Roma come pretendente di Lucrezia. Lei lo sposerà in seconde nozze, ma il matrimonio si rivelerà un fallimento e la spingerà definitivamente tra le braccia del fratello Cesare.
- Rufio (stagione 3), interpretato da Thure Lindhardt, doppiato da Emiliano Coltorti.
Assassino spietato che lavora sotto Caterina Sforza, viene inviato a Roma per distruggere il potere dei Borgia, e cerca di convincere il cardinale Sforza a unirsi alla sua causa.
- Ferdinando II di Napoli (stagione 3), interpretato da Matias Varela, doppiato da Ruggero Andreozzi.
- Alessandro Farnese (stagione 3), interpretato da Cyron Melville, doppiato da Federico Zanandrea.
- Paolo Orsini (stagione 3), interpretato da Pilou Asbæk, doppiato da Maurizio Merluzzo.
- Francesco Gonzaga (stagione 3), interpretato Patrick O'Kane.
- Charlotte d'Albret (stagione 3), interpretata da Ana Ularu.
Signora di Châlus e duchessa di Valentinois. Diventa moglie di Cesare seguendo un patto fatto con il re Luigi XII di Francia per ottenere il sostegno militare contro la famiglia Sforza.

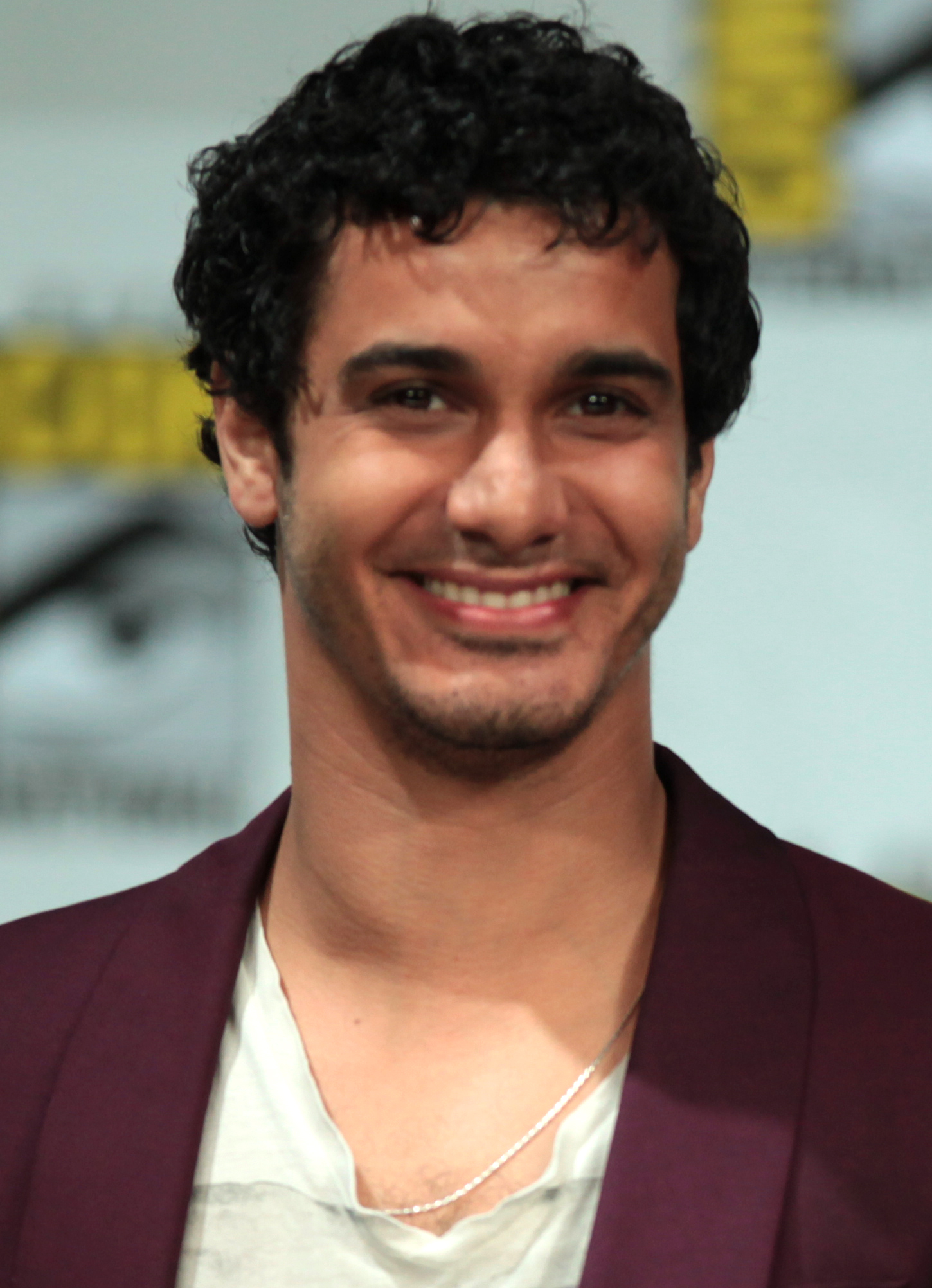
Elyes Gabel interpreta Djem
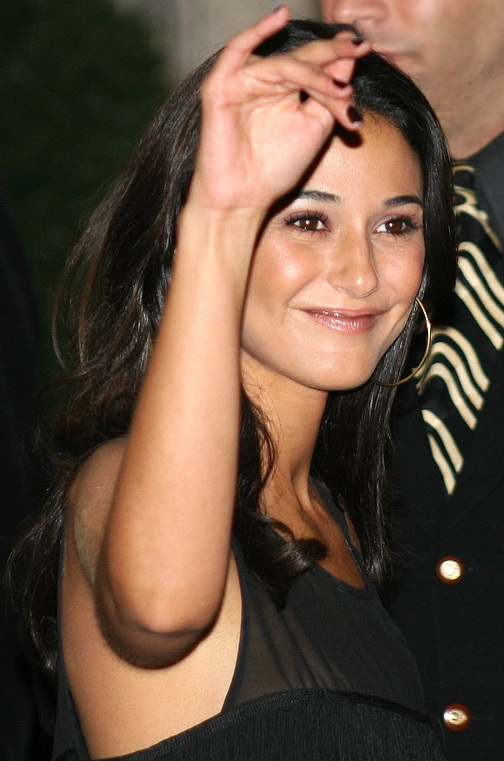
Emmanuelle Chriqui interpreta Sancha d'Aragona
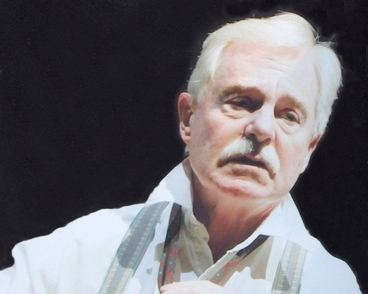
Derek Jacobi interpreta Orsino Orsini
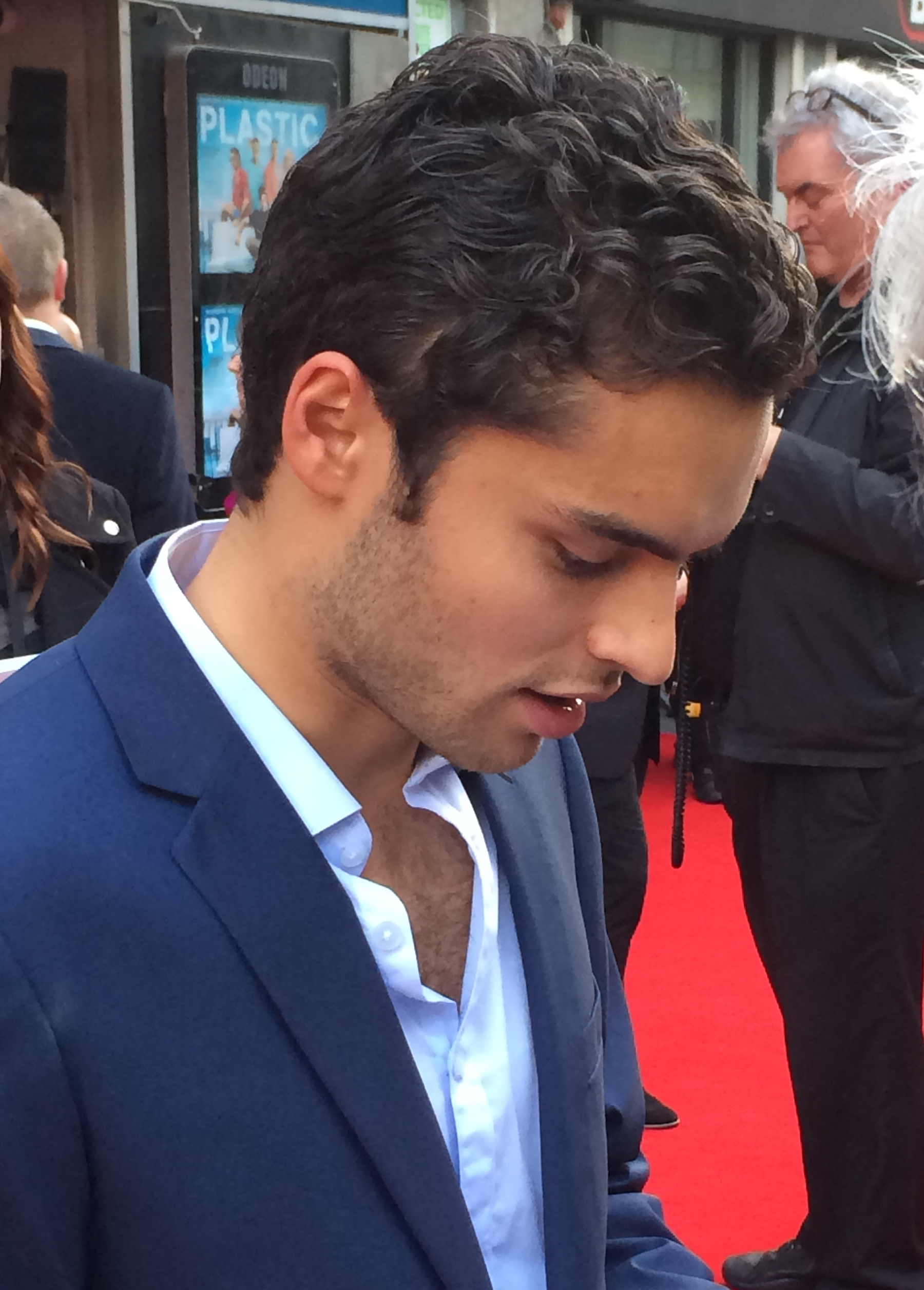
Sebastian de Souza interpreta Alfonso d'Aragona
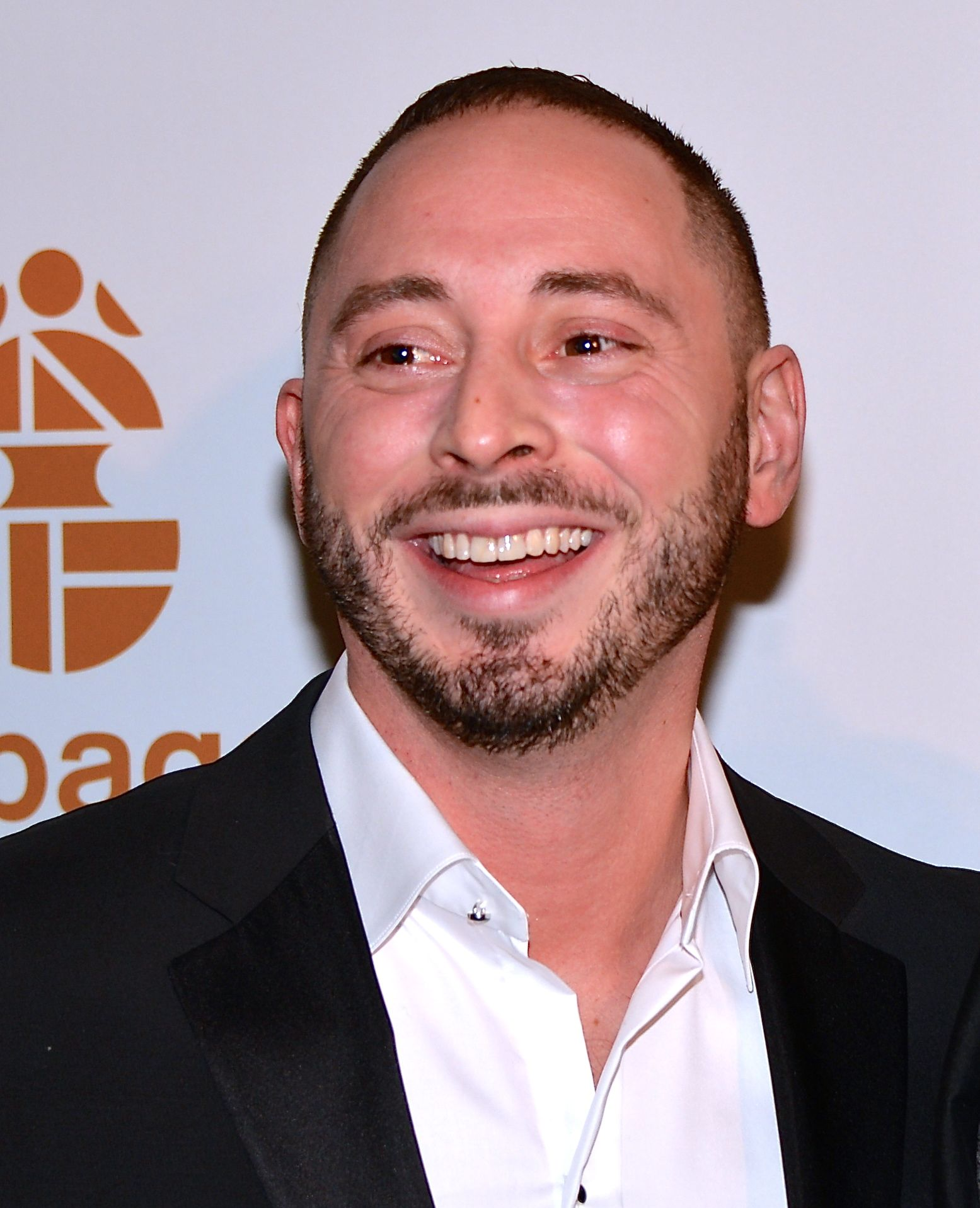
Matias Varela interpreta Ferdinando II di Napoli
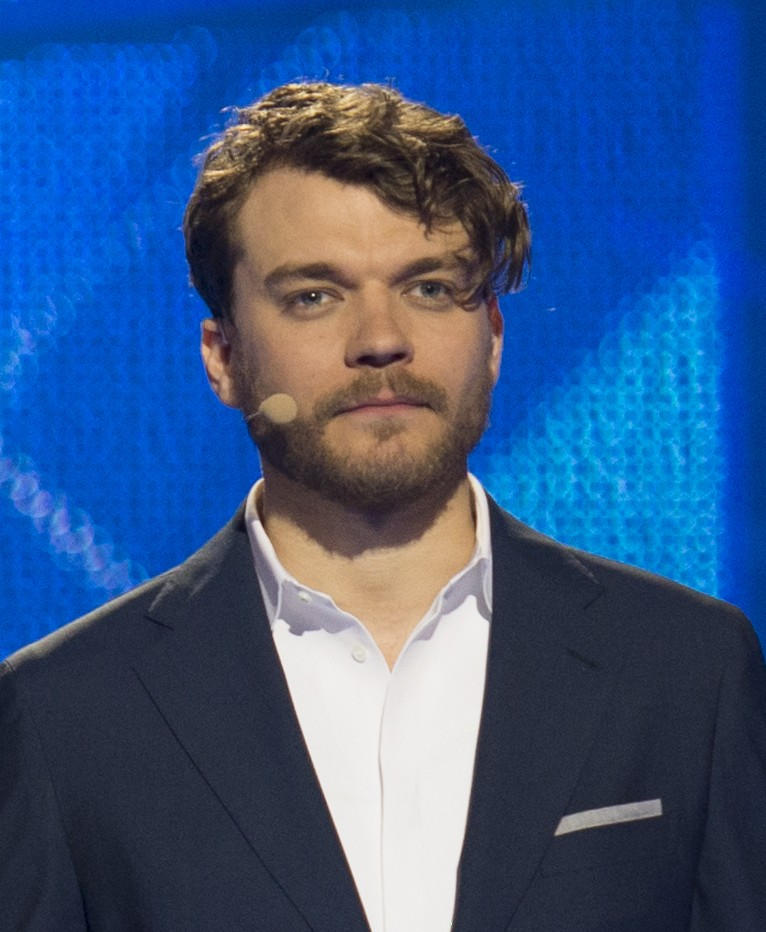
Pilou Asbæk interpreta Paolo Orsini

## Accoglienza

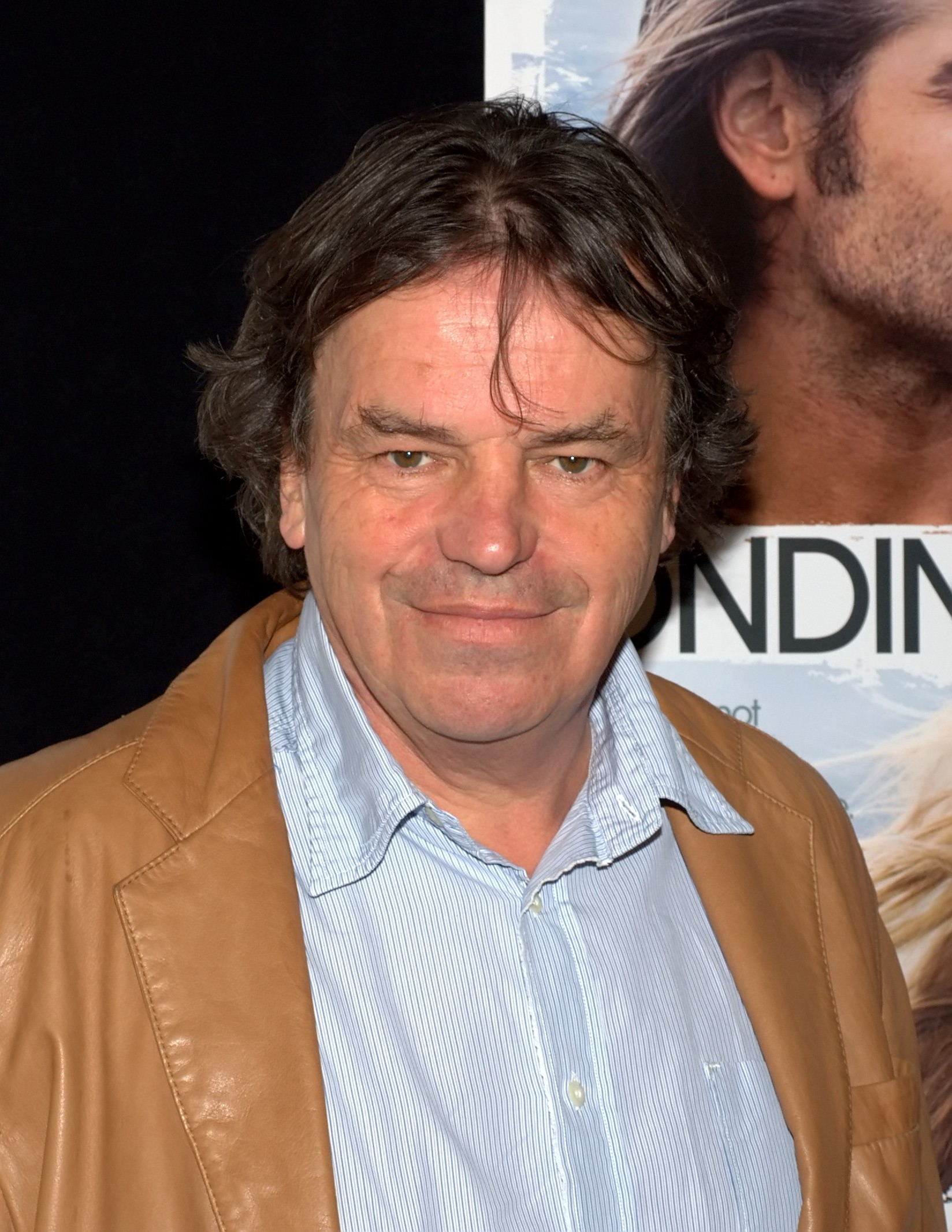
Il creatore e autore della serie Neil Jordan.

La prima stagione dello show ha ricevuto recensioni generalmente favorevoli negli Stati Uniti. Metacritic ha dato alla serie 66 punti su 100 basandosi su 25 critiche. Robert Bianco di USA Today ha dichiarato: « [...] visto da una distanza di sicurezza, catturato da un cast impeccabile condotto da Jeremy Irons nel meraviglioso "alto stile" e presentato con tutto il brio e l'estro che il sontuoso design televisivo può chiamare a raccolta, la famigerata famiglia è quasi assuefacente e divertente». Linda Stasi del New York Post ha data alla stagione un punteggio di 3.5/4, sottolineando: «'The Borgias' (la serie) rende 'The Tudors' un gruppo di dilettanti con grandi labbra».
Tuttavia, la serie si è scontrata con una critica più discordante nel Regno Unito. Rachel Ray di The Daily Telegraph ha definito la performance di Irons «deludentemente non diabolica». Ray ha aggiunto che lo show è «per gli appassionati di storia, non per gli spettatori in cerca di un altro Padrino». Sarah Dempster di The Guardian ha deriso i dialoghi e lo stile visivo della serie: «Il ridicolo domina. Il doppio conto di apertura offre estemporanee risse di palazzo tra bighelloni priapei in brachette ingioiellate ("Tornate in Spagna, Borgia!") e stormi di cardinali irritati scivolano lungo oscuri corridoi come pepiere motorizzate». Sam Wollaston ha citato la miniserie omonima del 1981, che fu ampiamente stroncata, e ha detto che c'era «più accortezza e attenzione al personaggio rispetto a questa versione [del 2011]. E Irons è adeguato». Holly Williams di The Independent ha lodato Irons, ma ha detto altro: «la recitazione e lo script sembrano avere lo spessore di un'ostia. Con lotte di potere, sesso, omicidi e rivalità tra fratelli, lo show dovrebbe, almeno, essere vivace e divertente. Fino a ora la trama sembra spesso curiosamente poco affascinante».
In Italia la trasmissione della serie concise con il conclave in seguito alle dimissioni di papa Benedetto XVI e l'Aiart ha chiesto all'emittente LA7 di rimandare la trasmissione poiché «i Borgia è incentrato su torbide vicende della Chiesa e del Vaticano del XV e XVI secolo. I credenti sono in grado di fare le debite distinzioni con la situazione odierna, ma i non credenti o chi ha una cultura religiosa approssimativa può fare lo stesso?». Ciononostante, l'accoglienza del pubblico è stata per lo più positiva.
La seconda stagione ha riscontrato negli Stati Uniti critiche più positive e detiene un punteggio da Metacritic di 81/100, basato su 6 recensioni.
La terza ed ultima stagione detiene un punteggio da Metacritic di 72/100, basato su 4 recensioni.

## Colonna sonora
La colonna sonora di The Borgias è composta interamente da Trevor Morris.

### The Borgias (Music from the Original Series)
Il 16 giugno 2011 viene pubblicata la colonna sonora della prima stagione della serie televisiva.
Edizioni musicali Colosseum Music Entertainment GmbH.
1. The Borgias Main Titles – 1:34
2. Rome 1492 – 0:34
3. Cesare and Lucrezia's Theme – 1:32
4. Hallway Vampires – 1:59
5. Wing of a Messenger Dove – 1:59
6. Confessional – 2:24
7. I Am Alexander Sixtus – 2:31
8. Arrival At Orsini's Palace – 1:16
9. Following a Monkey – 1:25
10. Giulia Farnese – 2:26
11. Della Rovere Plots – 1:50
12. Rovere Finds a Body In His Bed – 0:45
13. Trust Has Already Been Earned – 1:05
14. Micheletto Stalks Rovere – 2:21
15. Sulphur Bath Assassination – 1:32
16. Micheletto and Juan Both Murder – 4:19
17. Giancarlo to Spy On Rovere – 1:49
18. Giulia Teaches Lucrezia to Kiss – 2:12
19. You Are a Borgia Spy – 2:50
20. Lucrezia Arrives At New Home – 0:55
21. Sforza Rapes Lucrezia – 2:05
22. Alexander's Nightmare – 1:02
23. Cesare Angry With Micheletto – 1:05
24. Poisoned Pheasant – 1:35
25. Cesare Fights the Baron – 1:19
26. Lucrezia Tends the Wound – 2:09
27. Lucrezia and Paulo Kiss – 1:31
28. Cesare and Ursula Make Love – 1:09
29. Juan and Sancia Have Sex – 1:28
30. Attack of Lucca – 4:02
31. The King Is Dead – 2:46
32. Sforza Whips Paulo – 1:37
33. France and Rome Meet On the Battlefield – 1:46
34. Canons of War – 4:04
35. Vanozza Flees Vatican City – 2:53
36. French Army Enters Rome – 1:08
37. Lucrezia to the Nunnery – 1:56
38. Lineage of the Family – 6:45